# پلی‌استیشن (برند)

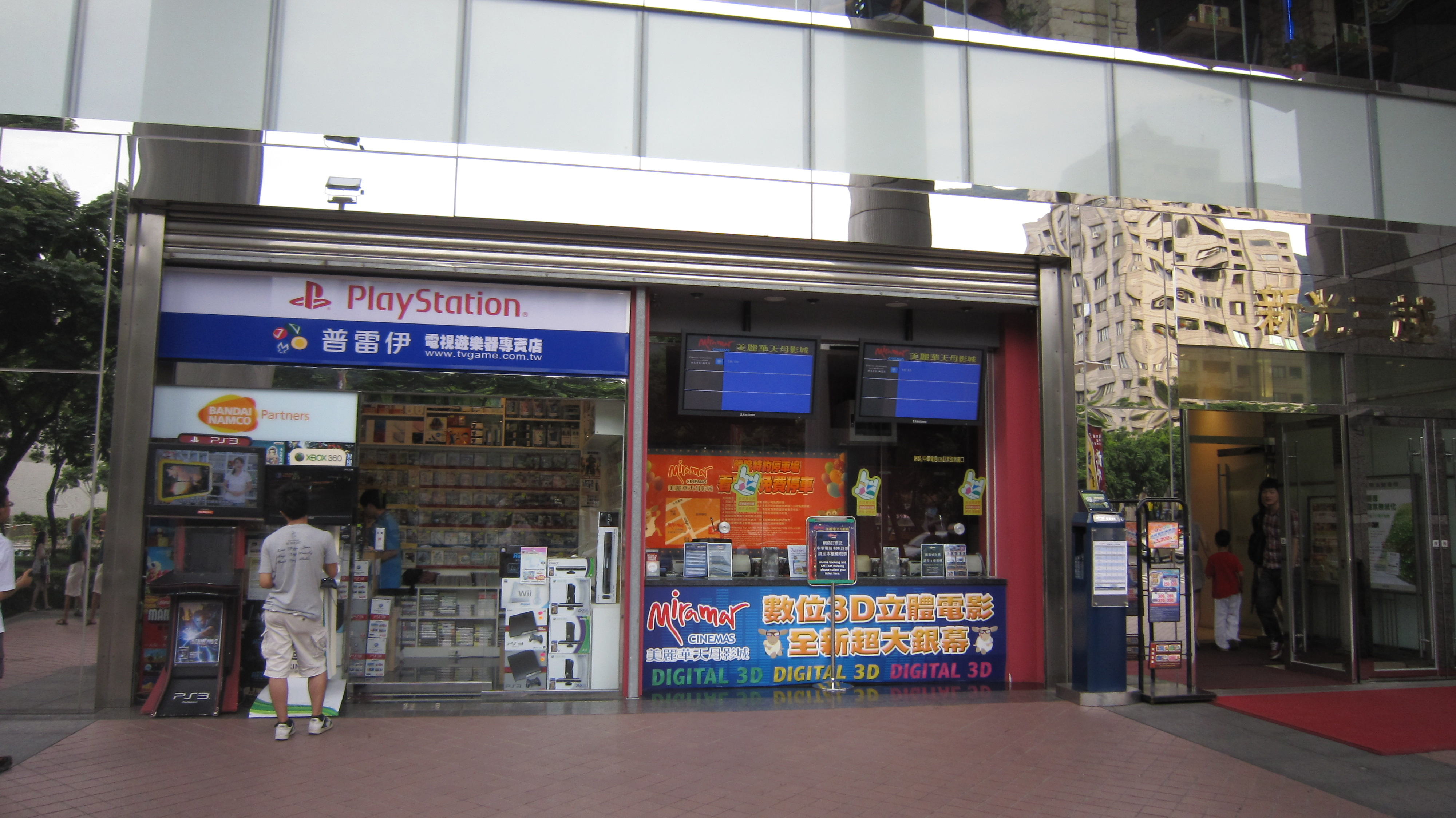
پلی‌استیشن

پلِی‌استیشن (انگلیسی: PlayStation) نام یک برند پرآوازه بازی ویدئویی ارائه شده از سوی سونی اینتراکتیو انترتینمنت در سوم دسامبر ۱۹۹۴ است. مدیرعامل کنونی این برند جیم رایان می‌باشد. برند پلی‌استیشن افزون بر کنسول بازی، زیرمجموعه‌ای شامل سینمای خانگی رایانه‌ای، کنترل‌کننده بازی، کنسول بازی دستی و تلفن هوشمند را نیز دربر می‌گیرد. نخستین کالای ارائهٔ شده بر پایهٔ همین برند، کنسول پلی‌استیشن ۱ و در کشور ژاپن بود.

## ۱. کنسول‌های خانگی پلی‌استیشن
پلی‌استیشن تاکنون پنج نسل کنسول خانگی منتشر کرده است:

### پلی‌استیشن ۱ (PS1):
- تاریخ عرضه: ۳ دسامبر ۱۹۹۴ (ژاپن)، ۹ سپتامبر ۱۹۹۵ (آمریکای شمالی)
- ویژگی‌ها: کنسول ۳۲ بیتی نسل پنجم با تمرکز بر بازی‌های مبتنی بر سی‌دی رام. این کنسول با فروش بیش از ۱۰۲ میلیون دستگاه، اولین کنسول بازی بود که به این حجم فروش رسید. بازی‌های محبوبی مانند Final Fantasy VII و Metal Gear Solid برای این کنسول عرضه شدند.

### پلی‌استیشن ۲ (PS2):
تاریخ عرضه: ۴ مارس ۲۰۰۰ (ژاپن)
ویژگی‌ها: پرفروش‌ترین کنسول تاریخ با بیش از ۱۶۰ میلیون دستگاه فروخته‌شده. این کنسول از دی‌وی‌دی پشتیبانی می‌کرد و بازی‌های محبوبی مانند Grand Theft Auto: San Andreas و God of War داشت.

### پلی‌استیشن ۳ (PS3):
- تاریخ عرضه: ۱۱ نوامبر ۲۰۰۶ (ژاپن)
- ویژگی‌ها: معرفی دیسک‌های بلوری (Blu-ray) و شبکه پلی‌استیشن (PSN) برای بازی آنلاین. این کنسول با فروش حدود ۸۷ میلیون دستگاه، بازی‌های شاخصی مانند The Last of Us و Uncharted را ارائه کرد.

### پلی‌استیشن ۴ (PS4):
- تاریخ عرضه: ۱۵ نوامبر ۲۰۱۳ (آمریکای شمالی)
- ویژگی‌ها: کنسول نسل هشتم با پردازنده x86-64 از AMD و قدرت گرافیکی ۱.۸۴ ترافلاپس. مدل‌های فت، اسلیم، و پرو عرضه شدند. این کنسول با فروش بیش از ۱۱۷ میلیون دستگاه، قابلیت‌هایی مانند اشتراک‌گذاری گیم‌پلی و بازی آنلاین را تقویت کرد.

### پلی‌استیشن ۵ (PS5):
- تاریخ عرضه: ۱۲ نوامبر ۲۰۲۰ (آمریکای شمالی)
- ویژگی‌ها: مجهز به حافظه SSD با سرعت ۵.۵ گیگابایت بر ثانیه که زمان بارگذاری بازی‌ها را به شدت کاهش می‌دهد (مثلاً Spider-Man: Miles Morales در ۱۷ ثانیه اجرا می‌شود در مقایسه با ۱ دقیقه و ۲۷ ثانیه در PS4). از ۸۲۵ گیگابایت حافظه داخلی، ۶۶۷.۲ گیگابایت در دسترس کاربر است. قیمت نسخه استاندارد ۴۹۹ دلار تعیین شده است. این کنسول از گرافیک ۴K و فناوری ردیابی پرتو (Ray Tracing) پشتیبانی می‌کند. پشتیبانی از کنترلر PS4: PS5 از کنترلر دوال‌شاک ۴ برای بازی‌های PS4 پشتیبانی می‌کند، اما برای بازی‌های PS5 باید از کنترلر دوال‌سنس استفاده شود.

## ۲. کنسول‌های دستی پلی‌استیشن

### پلی‌استیشن همراه (PSP):
- تاریخ عرضه: ۱۲ دسامبر ۲۰۰۴ (ژاپن)
- ویژگی‌ها: کنسول نسل هفتم با صفحه نمایش ۴.۳ اینچی (رزولوشن ۴۸۰×۲۷۲)، پردازنده ۵۰۰ مگاهرتز، و ۳۲ مگابایت رم. این کنسول با وزن ۲۸۰ گرم، قابلیت اتصال به اینترنت، کارت حافظه، و شبکه‌های اجتماعی مانند اسکایپ را داشت. قابلیت ریموت پلی امکان دسترسی به محتوای PS3 از راه دور را فراهم می‌کرد. PSP با فروش حدود ۸۲ میلیون دستگاه، با نینتندو DS رقابت می‌کرد.

### پلی‌استیشن ویتا (PS Vita):
- تاریخ عرضه: ۱۷ دسامبر ۲۰۱۱ (ژاپن)
- ویژگی‌ها: جانشین PSP با صفحه نمایش لمسی ۵ اینچی OLED، پردازنده قوی‌تر، و قابلیت اتصال به PS4 برای بازی از راه دور. این کنسول فروش کمتری (حدود ۱۶ میلیون دستگاه) داشت، اما برای بازی‌های مستقل و عناوین ژاپنی محبوب بود.

## ۳. شبکه پلی‌استیشن (PSN) و خدمات آنلاین

### شبکه پلی‌استیشن (PSN):
- سرویس آنلاین سونی که در نوامبر ۲۰۰۶ راه‌اندازی شد. این سرویس شامل پلی‌استیشن استور (برای خرید بازی)، پلی‌استیشن پلاس (برای بازی آنلاین و بازی‌های رایگان ماهانه)، و پلی‌استیشن ناو (بازی ابری، که در ۲۰۲۲ با پلی‌استیشن پلاس پریمیوم ادغام شد) است. PSN در ۷۳ منطقه در دسترس است.

### انواع اشتراک پلی‌استیشن پلاس:
- اسنشیال (Essential): دسترسی به بازی آنلاین، ۲-۳ بازی رایگان ماهانه، و فضای ذخیره‌سازی ابری ۱۰ گیگابایتی.
- اکسترا (Extra): شامل تمام ویژگی‌های اسنشیال به علاوه دسترسی به ۴۰۰ بازی PS4 و PS5.
- پریمیوم (Premium): شامل تمام ویژگی‌های اکسترا، به علاوه ۳۰۰ بازی کلاسیک از PS1، PS2، و PS3[۳]
- اپلیکیشن پلی‌استیشن: برنامه‌ای برای iOS و اندروید که امکان خرید بازی، مشاهده تروفی‌ها، چت صوتی با دوستان، و مدیریت پروفایل PSN را فراهم می‌کند. این اپلیکیشن در سال ۲۰۱۱ راه‌اندازی شد و در سال ۲۰۱۷ بازطراحی شد.

## ۴. ویژگی‌های کلیدی و اکسسوری‌ها

#### کنترلرها:
دوال‌شاک (DualShock): کنترلرهای اصلی پلی‌استیشن با ویژگی‌هایی مانند لایت بار و تاچ‌پد (در PS4)
دوال‌سنس (DualSense): کنترلر PS5 با بازخورد لمسی پیشرفته و تریگرهای تطبیقی که تجربه گیم‌پلی را بهبود می‌دهند.

#### پلی‌استیشن آی (PlayStation Eye):
دوربین دیجیتال برای PS3 با قابلیت تشخیص حرکت و صدا، جایگزین آی‌توی PS2 شد.

#### هدست Pulse 3D:
هدست PS5 با عمر باتری حدود ۱۲ ساعت. هدست‌های PS4 (مانند Gold و Platinum) نیز با PS5 سازگار هستند.

#### اشتراک‌گذاری محتوا:
کاربران می‌توانند گیم‌پلی را ضبط و در شبکه‌های اجتماعی مانند توییچ و یوتیوب به اشتراک بگذارند. PS4 و PS5 دکمه Share روی کنترلر دارند که این فرآیند را آسان می‌کند.

## ۵. رکوردها و دستاوردها
- پرفروش‌ترین کنسول: پلی‌استیشن ۲ با بیش از ۱۶۰ میلیون دستگاه، پرفروش‌ترین کنسول تاریخ است.
- تأثیر فرهنگی: پلی‌استیشن با بازی‌های محبوبی مانند The Last of Us، God of War، و Spider-Man تأثیر عمیقی بر صنعت بازی گذاشت. به‌تازگی، بازی Indiana Jones and the Great Circle روی PS5 بیش از ۱۰۰,۰۰۰ نسخه فروخته است.
- نوآوری: کن کوتاراگی، معروف به «پدر پلی‌استیشن»، با طراحی PS1 و نظارت بر PS2، PS3، و PSP نقش کلیدی در موفقیت این برند داشت.

1. ↑  "Business Development/Japan". Sony Computer Entertainment Inc. Archived from the original on December 17, 2007. Retrieved December 19, 2007.
2. ↑  «گیمفا: اخبار، نقد و بررسی بازی، سینما، فیلم و سریال». gamefa.com. دریافت‌شده در ۲۰۲۵-۰۵-۰۱.
3. ↑  ORIXGAME (۲۰۲۳-۰۷-۳۰). «انواع اشتراک‏ های پلی استیشن پلاس و تفاوت آن‏ها با هم». اوریکس گیم | ORIXGAME. دریافت‌شده در ۲۰۲۵-۰۵-۰۱.

- مشارکت‌کنندگان ویکی‌پدیا. «PlayStation». در دانشنامهٔ ویکی‌پدیای انگلیسی، بازبینی‌شده در ۱۷ اکتبر ۲۰۱۹.